# Bengt Nygren
Bengt Anders Nygren, född 8 april 1931 i Sundsvall, är en svensk entreprenör.

## Biografi
I unga år startade Nygren företaget Nygrens plantskola, där han drev upp blommor och grönsaker. Sedan övergick han till att bli grossist genom att importera blommor från San Remo i Italien. Efter frustration med blombutikerna startade han sedan affärskedjan Buketten; första butiken öppnade 1960. Buketten blev mycket framgångsrikt och efter ett par år fanns det 40 butiker. De fick dock svårigheter på 1970-talets lågkonjunktur och ökade inflation. En diskussion i samhället om löntagarfonder föranledde Nygren att försöka ge sig på en butiksexpansion ute i Europa, vilket emellertid omöjliggjordes av Riksbankens valutareglering. 1979 sålde Nygren verksamheten och flyttade till England och 1987 till Västindien, men han vistas sommartid i sitt hus vid Hjälmaren.

## Medverkan
- Kapitalet; Blomsterkungen som abdikerade[5]